# Jean Alexandre Buchon
Jean Alexandre Buchon, född 21 maj 1791 i Menetou-Salon, departementet Cher, död 29 april 1846 i Paris, var en fransk historieforskare.
Buchon var en oppositionell journalist. Utöver sin journalistiska verksamhet publicerade han Collection des chroniques nationales françaises écrites en langue vulgaire du 13:e au 16:e siècle (47 band, 1824–1829) samt utgav Chroniques étrangères relatives aux expéditions françaises pendant le 13:e siècle (1840) och andra arbeten över korsriddarnas herravälde i Grekland.